# Marc Honegger
Pour les articles homonymes, voir Honegger.
Marc Honegger, né le 17 mai 1926 à Paris et mort le 8 septembre 2003 à Saint-Martin-de-Vers dans le Lot, est un musicologue et chef de chœur français.

## Biographie

### Formation
Il fait ses études supérieures en Sorbonne, où il fut l'élève de Paul-Marie Masson. Il reçoit une formation musicale très complète : il étudie le piano avec Santiago Riera (1942-1949), la composition avec Georges Migot à partir de 1946 et la direction d'orchestre avec Ion Constantinesco (1947-1948). 

### Enseignement
Assistant de Jacques Chailley à l'Institut de musicologie de l'université Paris-Sorbonne (1954-1958) puis chargé d'enseignement à la faculté de théologie protestante de l'université de Strasbourg (à partir de 1958), il y devient professeur titulaire de musicologie en 1972. Il est également amené à enseigner à l'étranger, au Canada. Il a dirigé l'Institut de Musicologie de l'Université des Sciences Humaines de Strasbourg de 1958 à 1983. Il fut également président de la Société française de musicologie (1977 - 1980) et vice-président de la Société internationale de musicologie (1982 - 1992).

### Musicologue
Ses recherches ont porté essentiellement sur la musique du XVIe siècle. Il soutient deux thèses de doctorat, l'une sur les origines de la musique protestante réformée en France, Les Chansons spirituelles de Didier Lupi et les débuts de la musique protestante en France au XVIe siècle, et l'autre sur les altérations (bémols ou dièses) non notées dans la musique de la Renaissance, Les Messes de Josquin des Prés dans la tablature de Diego Pisador (Salamanque 1552): contribution à l'étude des altérations au XVIe siècle.
Il a contribué à l'édition d'œuvres de compositeurs du XVIe siècle tels que Paschal de L'Estocart, Claudin de Sermisy, Pierre Certon, Didier Lupi Second, ou encore Claude Goudimel. Les dictionnaires qu'il a coordonnés sont aujourd'hui encore des ouvrages de référence.
Il s'intéresse aussi à la musique du XXe siècle, notamment à celle de Georges Migot (1891-1976) qui a été son professeur, et dont il tient à faire connaître l'œuvre. Il devient le secrétaire général de l'association des Amis de l'œuvre et de la pensée de Georges Migot. Il publie le Catalogue des œuvres musicales de Georges Migot en 1977. Il fait éditer des partitions telles que 26 Monodies permodales en 1990, L'Annonciation, oratorio pour deux solistes, chœur à trois voix de femmes et orchestre à cordes (1993). Il édite des disques, Le petit Evangéliaire, neuf chœurs a cappella, Requiem a cappella pour chœur mixte ou quatuor vocal, enregistré avec son ensemble Les Chanteurs traditionnels de Paris. Il organise aussi des expositions sur Georges Migot.

### Chef de chœur
Dès l'âge de 21 ans, il commence une carrière de chef de chœur, dans les églises protestantes parisiennes du Foyer de l'âme (1947-1952) et du Saint-Esprit (1952-1954). De 1952 à 1959, il dirige le chœur des Chanteurs traditionnels de Paris, avec lequel il restitue et édite des musiques religieuses ou profanes du XVe et XVIe siècles. En tant que chef de chœur, il enregistre La Bataille de Marignan de Clément Janequin, les maîtres français de la Renaissance, et surtout la Messe de Tournai à trois voix. Il obtient le Grand Prix de l'Académie du disque en 1958.
En 1961, il crée les « Journées de chant choral » de Strasbourg qui devient l'un des plus grands festivals du genre en Europe.

## Écrits
- Marc Honegger, Dictionnaire de la musique : Les Hommes et leurs œuvres, éditions Bordas, coll. « Science de la Musique », 1970, 1232 p. (ISBN 2-04-010721-5)
- Marc Honegger, Dictionnaire de la musique : Technique, formes, instruments, éditions Bordas, coll. « Science de la Musique », 1976, 1109 p. [détail des éditions] (ISBN 2-04-005140-6)
- Marc Honegger et Paul Prévost, Dictionnaire des œuvres de la musique vocale, Paris, Bordas, 1992, 2367 p., 3 tomes (ISBN 2040153950, OCLC 25239400, BNF 34335596)
- Dictionnaire usuel de la Musique, Paris, Bordas, 1994.
- Connaissance de la Musique (de A à Z), Paris, Bordas, 1996.
- Dictionnaire du musicien, Paris, Larousse, 2002.